# Julio César Baldivieso
Julio César Baldivieso (Cochabamba, Bolívia, 1 de desembre de 1971) és un exfutbolista bolivià i entrenador.
Va disputar 85 partits amb la selecció de Bolívia.